# Travis Roy
Travis Matthew Roy (* 17. April 1975 in Yarmouth, Maine; † 29. Oktober 2020 in Burlington, Vermont) war ein US-amerikanischer College-Eishockeyspieler. In seinem ersten Spiel für die Boston University verletzte er sich nach elf Sekunden auf dem Eis so schwer, dass er seitdem vom Hals abwärts querschnittgelähmt war.

## Karriere
Roy begann mit dem Schlittschuhlaufen bereits im Alter von 20 Monaten und machte seinen Schulabschluss an der Tabor Academy. Er erhielt im Anschluss daran im Sommer 1995 ein Eishockey-Stipendium an der Boston University. Am 20. Oktober 1995, seinem ersten Spiel für die Universitätsmannschaft, verletzte sich Roy bei seinem ersten Wechsel nach gerade einmal elf Sekunden auf dem Eis schwer. Nachdem ein Gegenspieler einem Bodycheck von Roy ausgewichen war, prallte dieser mit dem Kopf in die Spielfeldbegrenzung. Dabei brach er sich den vierten (C4) und fünften (C5) Halswirbel, wodurch er seitdem vom Hals abwärts querschnittgelähmt war. Sein Trikot mit der Nummer 24 wird seit dem Unfall nicht mehr an andere Spieler vergeben.
In der Folge setzte Roy nur ein Jahr nach seiner Verletzung seine Collegeausbildung fort, die er 2000 erfolgreich abschloss. Zudem arbeitete der US-Amerikaner trotz seiner Behinderung in der Saison 1997/98 als Assistenztrainer an der Boston University und gründete im gleichen Jahr die Travis Roy Foundation, die Menschen mit unfallbedingten Rückenmarksverletzungen unterstützt. Mit der Unterstützung von Sports Illustrated-Autor E. M. Swift schrieb er 1998 seine Autobiografie „Eleven Seconds: A Story of Tragedy, Courage & Triumph“.
Zuletzt hielt Roy Motivationsreden und arbeitete zeitweise als Co-Kommentator für die College-Eishockey-Übertragungen des TV-Senders ESPN. Er verstarb im Oktober 2020 im Alter von 45 Jahren.

## Karrierestatistik
(Legende zur Spielerstatistik: Sp oder GP = absolvierte Spiele; T oder G = erzielte Tore; V oder A = erzielte Assists; Pkt oder Pts = erzielte Scorerpunkte; SM oder PIM = erhaltene Strafminuten; +/− = Plus/Minus-Bilanz; PP = erzielte Überzahltore; SH = erzielte Unterzahltore; GW = erzielte Siegtore; 1 Play-downs/Relegation; Kursiv: Statistik nicht vollständig)